# Timeless: The Singles Collection
Albums de De La Soul
AOI: Bionix
(2001) The Best of
(2004)
Timeless: The Singles Collection est une compilation de De La Soul, sortie le 27 mai 2003.

## Liste des titres
| No  | Titre                                                                    | Album original                          | Durée |
| --- | ------------------------------------------------------------------------ | --------------------------------------- | ----- |
| 1.  | Plug Tunin'                                                              | 3 Feet High and Rising                  | 3:44  |
| 2.  | Potholes in My Lawn (12" Vocal Version)                                  | 3 Feet High and Rising                  | 3:50  |
| 3.  | Jenifa (Taught Me)                                                       | 3 Feet High and Rising                  | 4:47  |
| 4.  | Me Myself and I (Radio Version)                                          | 3 Feet High and Rising                  | 3:45  |
| 5.  | Buddy (featuring Jungle Brothers et Q-Tip)                               | 3 Feet High and Rising                  | 4:56  |
| 6.  | Ring Ring Ring (Ha Ha Hey)                                               | De La Soul Is Dead                      | 5:06  |
| 7.  | A Roller Skating Jam Named "Saturdays" (featuring Q-Tip et Vinia Mojica) | De La Soul Is Dead                      | 4:02  |
| 8.  | Breakadawn                                                               | Buhloone Mindstate                      | 4:15  |
| 9.  | Ego Trippin' (Part Two)                                                  | Buhloone Mindstate                      | 3:53  |
| 10. | Supa Emcees                                                              | Stakes Is High                          | 3:41  |
| 11. | 4 More (featuring Zhané)                                                 | Stakes Is High                          | 4:18  |
| 12. | Stakes Is High                                                           | Stakes Is High                          | 5:31  |
| 13. | The Bizness (featuring Common)                                           | Stakes Is High                          | 4:31  |
| 14. | Oooh. (featuring Redman)                                                 | Art Official Intelligence: Mosaic Thump | 3:34  |
| 15. | All Good? (featuring Chaka Khan)                                         | Art Official Intelligence: Mosaic Thump | 5:00  |
| 16. | Baby Phat (featuring Yummy Bingham et Devin the Dude)                    | AOI: Bionix                             | 3:50  |